# Puschwitz (Belgern-Schildau)
Puschwitz ist ein Ortsteil der Stadt Belgern-Schildau im Landkreis Nordsachsen in Sachsen.

## Geschichte
Der Ort wurde 1443 erstmals als Boscherwicz urkundlich erwähnt und befand sich bis 1520 in der Herrschaft Mühlberg, aus der das herzoglich-albertinische, ab 1547 kurfürstlich-sächsische Amt Mühlberg hervorging. Von 1559 bis 1570 gehörte Puschwitz kurzzeitig zum Bistum Meißen, dann wieder zum Amt Meißen im Kurfürstentum Sachsen. 1815 wurde der Ort preußisch und gehörte zum Kreis Torgau des Regierungsbezirks Merseburg. Seit 1990 gehört Puschwitz zum Freistaat Sachsen.
Im Ort befand sich ein Rittergut, das bis 1651 im Besitz des Kriegsobristen Hans von der Pforte gewesen ist. 1711 wechselte das Gut in den Besitz der Familie von Dieskau. Bei der Bodenreform 1945 befand es sich im Eigentum der Familie Neubürger.

## Persönlichkeiten
- Adelheid Bernhardt (1854–1915), deutsche Schriftstellerin und Schauspielerin